# Holiday (canção de Penélope)
Holiday é uma canção de pop-rock da banda Penélope, composta por de autoria de Érika Martins e Luisão Pereira. Lançada no álbum Mi Casa, Su Casa, de 1999, ela foi o primeiro sucesso da banda. Por ter uma pegada new wave, a canção ganhou uma introdução da música "Telefone", da Gang 90 e as Absurdettes. 
Holiday seria regravada novamente, em uma versão acústica, no álbum Rock, Meu Amor, de 2003. A versão original reapareceria também no álbum Curriculum, de Érika Martins, lançado em 2009.
Ela fez parte da trilha-sonora da 6.ª temporada do seriado teen Malhação, como tema da personagem Marina, interpretada por Natália Lage.
Seu videoclipe foi bastante executado na MTV, figurando na 12a posição do Disk MTV, em fevereiro de 2000. Muito por conta disso, ele recebeu uma indicação ao MTV Video Music Brasil.

## Prêmios e Indicações
| Ano  | Prêmio                 | Categoria            | Resultado | Ref.  |
| ---- | ---------------------- | -------------------- | --------- | ----- |
| 2000 | MTV Video Music Brasil | Escolha da Audiência | Indicado  | [ 6 ] |